# Tom Bischof
Tom Bischof (Aschafemburgo, 28 de junho de 2005) é um futebolista alemão que atua como meio-campista. Atualmente joga no Bayern de Munique.
Ele é considerado um dos talentos mais promissores da Alemanha atualmente.

## Carreira

### Hoffenheim
Bischof começou a jogar futebol no TSV Amorbach, na região da Baixa Francónia, na Baviera. Em 2015, com dez anos, ingressou na base do Hoffenheim.
Bischof fez sua estreia profissional pelo Hoffenheim na Bundesliga em 19 de março de 2022, na partida fora de casa contra o Hertha Berlim. Quando estreou, tinha 16 anos e 263 dias, o que o tornava o jogador mais jovem do Hoffenheim na Bundesliga até o momento. Na temporada seguinte, 2022/23, foi utilizado em onze jogos da Bundesliga. Em 18 de outubro de 2024, Bischof recebeu a Medalha Fritz Walter como melhor sub-19 do país.
Em 23 de novembro de 2024, Bischof marcou seu primeiro gol na Bundesliga contra o RB Leipzig (uma excelente cobrança de falta contra Péter Gulácsi) e marcou outro belo gol no empate do Hoffenheim com o Freiburg.
De acordo com a Opta Sports, Bischof é o segundo jogador sub-21 que mais criou chances de gol na temporada 24/25, entre todos os atletas das cinco principais ligas da Europa, ficando atrás apenas de Lamine Yamal, do Barcelona.
No dia 30 de janeiro de 2025, Bischof marcou seu primeiro gol em competições europeias, na Liga Europa da UEFA de 2024–25, contra o Anderlecht, na vitória por 4x3.

### Bayern de Munique
Superando a concorrência de Eintracht Frankfurt e RB Leipzig, em 21 de janeiro de 2025, Bischof aceitou se transferir no verão para Bayern de Munique, assinando um contrato até junho de 2029. Ele chega a custo zero. Bischof teria contrato até 30 de junho de 2025, mas o Hoffenheim e o Bayern de Munique concordaram com a transferência imediata para o clube da Baviera. Isso permitirá que Bischof seja transferido durante a janela de transferências adicional criada pela FIFA especificamente para a Copa do Mundo de Clubes da FIFA; o Bayern pagará 300.000 euros para o clube de Kraichgau. Em sua apresentação, recebeu a camisa número 20. Estreou no dia 24 de junho, na derrota para o Benfica, saindo no intervalo para a entrada de Harry Kane.

## Seleção Alemã
Bischof foi utilizado em dois jogos pela seleção alemã sub-16 em outubro de 2020, e a partir de 2021 fez parte da seleção sub-17.
Em 2022, ele participou do Campeonato Europeu de Futebol Sub-17 e disputou todas as quatro partidas antes de ser eliminada nas quartas de final contra a França. Em 2022 e 2023 disputou sete amistosos internacionais pela seleção sub-18 e marcou dois gols. Jogou também na sub-19 e na sub-20. Chegou a ser convocado para sub-21, mas uma lesão o cortou da equipe.
Em maio de 2025, ele foi convocado para a Seleção Alemã de Futebol para a fase final da Liga das Nações da UEFA. Estreou no dia 8 de junho, na derrota para a França, substituindo Leon Goretzka aos 20 minutos do segundo tempo.

## Estilo de jogo
O estilo agitado de Bischof, box-to-box, juntamente com sua poderosa habilidade de trocação, levaram a comparações com seu novo companheiro de equipe no Bayern, Leon Goretzka. Embora talvez não tenha o mesmo tipo de fisicalidade de Goretzka, possui grande conforto com a bola e visão de jogo.

## Títulos
Bayern de Munique
- Supercopa da Alemanha: 2025[34]

### Honrarias
- Medalha Fritz Walter sub-19: 2024[35]